# Milombi
 (mars 2020).
Si vous disposez d'ouvrages ou d'articles de référence ou si vous connaissez des sites web de qualité traitant du thème abordé ici, merci de compléter l'article en donnant les références utiles à sa vérifiabilité et en les liant à la section « Notes et références ».
Milombi ou Milombé est un village du département du Nkam au Cameroun.

## Population et environnement
La population de Milombi était de 5 habitants (dont 3 hommes et 2 femmes) lors du troisième recensement général des populations et de l'habitat (3e RGPH) de 2005 par le Bureau central des recensements et des études de populations du Cameroun (BUCREP).